# The Holy Virgin Mary

The Holy Virgin Mary (littéralement : La Sainte Vierge Marie) est une peinture créée par l'artiste britannique Chris Ofili en 1996.
L'œuvre est présentée dans l'exposition Sensation à Londres, Berlin et New York entre 1997 et 2000. Son sujet et son exécution ont causé une considérable controverse à New York, avec son maire de l'époque, Rudolph Giuliani, qui a décrit le travail d'Ofili comme « malade ».
En 1998, Ofili est le premier artiste noir à recevoir le prix Turner.
Le tableau a été vendu 2,9 millions de livres sterling (4,6 millions de dollars) en juin 2015.

## Description
Sur un fond jaune-orange, le grand tableau (8 pieds de haut et 6 pieds de large) représente une femme noire vêtue d'une robe bleue, attribut traditionnel de la Vierge Marie. Le travail utilise des techniques mixtes, y compris de la peinture à l'huile, des paillettes et de la résine de polyester, ainsi que de la bouse d'éléphant, des punaises et des images pornographiques collées. La Vierge noire centrale est entourée de nombreuses images collées qui ressemblent à des papillons à première vue, mais en y regardant de plus près, il y a des photographies des organes génitaux féminins ; une référence ironique aux putti qui apparaissent dans l'art religieux traditionnel. Un morceau de bouse d'éléphant séchée et vernie forme une poitrine nue, et le tableau est exposé appuyé contre le mur de la galerie, soutenu par deux autres morceaux de bouse d'éléphant, décorés d'épingles colorées : les épingles de gauche sont disposées pour épeler "Virgin" et celui de droite "Mary". De nombreuses autres œuvres d'Ofili de cette période - dont No Woman No Cry - intègrent des excréments d'éléphant, notamment comme supports pour la toile, inspirés d'une période qu'Ofili a passée au Zimbabwe.
Ofili a décrit sa confusion, en tant qu'enfant de chœur, à l'idée de la naissance de la Vierge Marie, et a décrit sa peinture comme une version hip-hop des peintures traditionnelles de la Vierge Marie par les maîtres anciens. Il a également souligné l'importance de l'œuvre représentant une Vierge noire.

## Accueil
Le tableau est réalisé en 1996 et acheté par Charles Saatchi cette même année. Il est inclus dans l'exposition Sensation à Londres en 1997 et à Berlin en 1998.
Le mélange du sacré (Vierge Marie) et du profane (excréments et pornographie) est devenu une cause de polémique lorsque l'exposition Sensation est présentée à New York en 1999. La ville de New York et le maire Rudolph Giuliani intentent une action en justice contre le Brooklyn Museum, Giuliani décrivant l'exposition du travail d'Ofili comme "malade" et "dégoûtante". Giuliani tente de retirer la subvention annuelle de 7 millions de dollars de la mairie du musée et le menace d'expulsion. Le musée résiste aux demandes de Giuliani, et son directeur, Arnold L. Lehman dépose une plainte fédérale contre Giuliani pour une violation du premier amendement. Le musée remporte finalement le procès.
Giuliani a prétendu qu'Ofili a jeté de la bouse d'éléphant sur un tableau de la Vierge Marie : « L'idée d'avoir de prétendues œuvres d'art sur lesquelles des gens jettent de la bouse d'éléphant sur une image de la Vierge Marie est malade ». La presse rapporte également que le tableau est "enduit", "éclaboussé" ou "taché" de bouse,. Ofili, élevé dans la religion catholique romaine, a déclaré que « la bouse d'éléphant est en elle-même un très bel objet ».
L'œuvre était protégée par un écran en plexiglas, mais a été endommagée lorsque Dennis Heiner a projeté de la peinture blanche sur la toile le 16 décembre 1999. Heiner a été accusé de méfait criminel au deuxième degré et a reçu une absolution conditionnelle et une amende de 250 $. Scott LoBaido, un artiste de Staten Island, a été arrêté le 30 septembre 1999 pour avoir jeté du fumier de cheval au musée. Il a accusé le travail de Chris Ofili de "dénigrer les catholiques". Les gardiens du musée protégeant le tableau auraient déclaré : « Ce n'est pas la Vierge Marie. C'est une peinture. ».
Une exposition prévue à la National Gallery of Australia à Canberra en 2000 est annulée après la controverse américaine.
Le tableau est acheté par le collectionneur d'art australien David Walsh en 2007. Il est inclus dans la rétrospective de mi-carrière d'Ofili à la Tate Britain en 2010,. À partir de 2011, il est exposé au Musée d'art ancien et nouveau de Walsh (MONA) à Hobart, en Tasmanie, le plus grand musée d'art privé de l'hémisphère sud.
Il est vendu aux enchères par Christie's à Londres le 30 juin 2015, réalisant un prix d'adjudication de 2 882 500 £ (4,6 millions de dollars), un record d'enchères pour l'artiste,.
En octobre 2019, la peinture est exposée au Museum of Modern Art de New York.

## Provenance
Voici le registre de propriété (provenance) du tableau d'Ofili montrant les propriétaires du tableau ainsi que la galerie et la maison de vente aux enchères qui l'ont vendu.
- Victoria Miro Gallery, Londres, 1996[16]
- Charles Saatchi, Londres, 1996–2007 (acquis de ce qui précède).
- David Walsh, Hobart, Australie, 2007–2015 (acquis de ce qui précède)[1]
- Christie's, Londres, 30 juin 2015. Vendu pour 2,9 millions de livres (4,6 millions de dollars).
- Steven et Alexandra Cohen, Connecticut, ? –2018.
- Museum of Modern Art, New York City, à partir de 2018 (acquis par don)[17],[15]